# Denise Uphoff
Denise Uphoff (15 de octubre de 2000) es una deportista de Alemania que compite en atletismo. Ganó una medalla de oro en el Campeonato Mundial de Atletismo Sub-20 de 2018, en la prueba de 4 × 100 m.